# Jarebice (Tutin)
Jarebice (cirill betűkkel Јаребице) település Szerbiában, a Raškai körzet Tutini községében.

## Népesség
- 1948-ban 154 lakosa volt.
- 1953-ban 171 lakosa volt.
- 1961-ben 178 lakosa volt.
- 1971-ben 189 lakosa volt.
- 1981-ben 174 lakosa volt.
- 1991-ben 207 lakosa volt.
- 2002-ben 215 lakosa volt,[1] akik közül 214 bosnyák (99,53%) és 1 ismeretlen.[2]